# جرينة (إشبيلية)
جرينة هي بلدية في مقاطعة إشبيلية بإسبانيا. تقع على بعد 25 كم شمال غرب العاصمة الإقليمية إشبيلية و 10 كم شمال أُلفارِس .